# Aurora-program

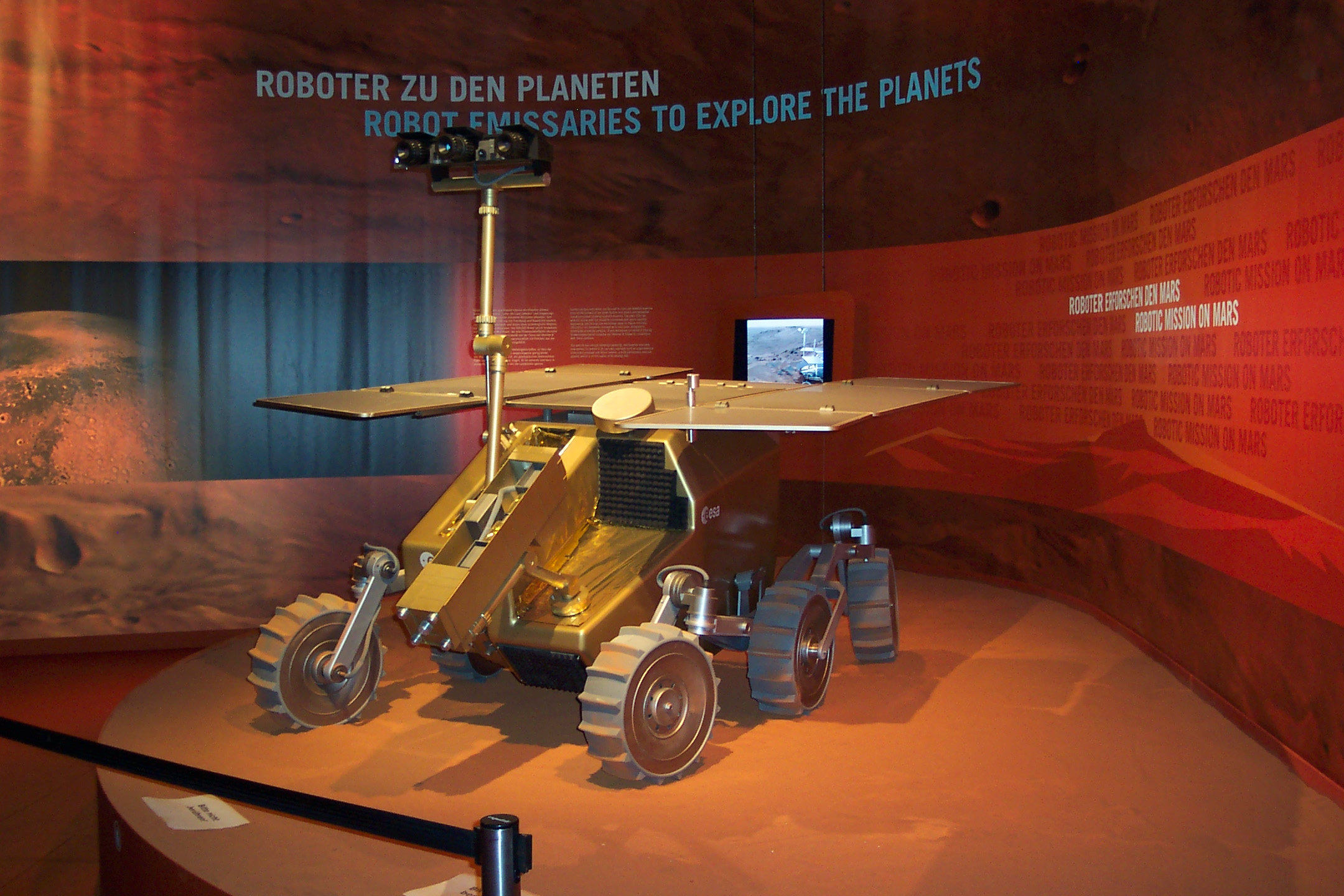
A tervezett ExoMars marsjáró

Az Aurora-program keretében kívánja végrehajtani az ESA az első európai emberes marsrepülést. A program 2001-ben kezdődött. Az Aurora-programban jelenleg részt vevő országok: Ausztria, Belgium, az Egyesült Királyság, Franciaország, Hollandia, Németország, Olaszország, Portugália, Spanyolország, Svédország, Svájc és Kanada.

## Eredeti tervek
- 2009 – Az ExoMars űrszonda a Marson (Elhalasztva 2013-ra, majd 2016-ra).
- 2011–2014 – Anyagminta visszahozás a Marsról (Mars Sample Return). (2018-ban vagy később)
- 2024 – Emberes holdutazás.
- 2026 – Próbaút a Marsra automata űreszközökkel.
- 2030–2033 – Emberes marsutazás.

### Magyar oldalak
- Marsi zászlóbontás (2003. szeptember 9.)
- Európa is bejelentette emberi Mars-expedícióját (2004. február 5.)
- Az ESA első lépése a marsi anyagminták visszahozására (2004. április 2.)

### Külföldi oldalak
- Aurora: the future of space exploration
- Aurora Industry Day 2006 Archiválva 2012. március 9-i dátummal a Wayback Machine-ben